# Cheiraster echinulatus
Cheiraster echinulatus är en sjöstjärneart som först beskrevs av Perrier 1875.  Cheiraster echinulatus ingår i släktet Cheiraster och familjen nålsjöstjärnor. Inga underarter finns listade i Catalogue of Life.